# Dover-Foxcroft
Dover-Foxcroft ist eine Town im Piscataquis County des Bundesstaates Maine in den Vereinigten Staaten. Im Jahr 2020 lebten dort 4422 Einwohner in 2390 Haushalten auf einer Fläche von 184,36 km². Dover-Foxcroft ist Shire Town des Piscataquis Countys.

## Geographie
Nach dem United States Census Bureau hat Dover-Foxcroft eine Gesamtfläche von 184,36 km², von der 175,63 km² Land sind und 8,73 km² aus Gewässern bestehen.

### Geographische Lage
Dover-Foxcroft liegt im Süden des Piscataquis Countys am Piscataquis River, der in östliche Richtung zentral durch die Town fließt und grenzt an das Penobscot County. Im Norden grenzt der Sebec Lake an das Gebiet an und im Süden liegt der Branns Mill Pond. Die Oberfläche ist leicht hügelig und die höchste Erhebung ist der, an der östlichen Grenze der Town gelegene, 211 m hohe Garland Hill.

### Nachbargemeinden
Alle Entfernungen sind als Luftlinien zwischen den offiziellen Koordinaten der Orte aus der Volkszählung 2010 angegeben.
- Norden: Bowerbank, 16,1 km
- Nordosten: Sebec, 10,0 km
- Südosten: Atkinson, 10,6 km
- Süden: Garland, Penobscot County, 11,5 km
- Südwesten: Sangerville, 10,9 km
- Nordwesten: Guilford, 12,0 km

### Stadtgliederung
In Dover-Foxcroft gibt es mehrere Siedlungsgebiete: Dover-Foxcroft, Dover South Mills, East Dover, Goff Corners (Goffs Corner), Greeley (Greeleys Landing), Hurd Corner, Merrick Square, Parson Landing, Starbirds (Starbird Siding), Steadman Landing, South Dover und West Dover.

### Klima
Die mittlere Durchschnittstemperatur in Dover-Foxcroft liegt zwischen −11,1 °C (12 °F) im Januar und 19,4 °C (67 °F) im Juli. Damit ist der Ort gegenüber dem langjährigen Mittel der USA um etwa 9 Grad kühler. Die Schneefälle zwischen Oktober und Mai liegen mit bis zu zweieinhalb Metern mehr als doppelt so hoch wie die mittlere Schneehöhe in den USA; die tägliche Sonnenscheindauer liegt am unteren Rand des Wertespektrums der USA.

## Geschichte
Dover-Foxcroft besteht aus den zwei ehemaligen Orten Dover und Foxcroft.
Dover wurde im Jahr 1860 von Hallowell und Lowell aus Boston für Charles Vaughn und John Merrick aus Hallowell gekauft, von denen sich die heutigen Titel ableiten. Mr. Merrick baute 1836 ein Versammlungshaus auf dem Bear Hill und schenkte es der methodistischen Gesellschaft. Der erste Pionier in dem Gebiet war Abel Blood, der vor 1799 ein Stück Land erwarb, welches er im folgenden Juni, gemeinsam mit sieben weiteren Männern anfing zu bewirtschaften. Erste ständige Siedler in Dover waren Eli Towne und seine Familie, die sich 1803 niederließen. Dover wurde 1812 als Township No. 3, Sixth Range North of Waldo Patent (T3 R6 NWP); Plantation No. 3 organisiert und am 19. Januar 1822 als Town. In dem Jahr wurde aus das erste Sägewerk am Moor errichtet. Eine Wollspinnerei entstand 1836 an einem Kanal der 1826 durch Charles Vaughn errichtet wurde. Das Gebäude steht heute als American Woolen Company Foxcroft Mill unter Denkmalschutz. Das Gebäude des Piscataquis Observer, ehemals die einzige Zeitung im Umkreis, steht ebenfalls unter Denkmalschutz.
Der Grant für Foxcroft wurde zugunsten des Bowdoin Colleges vergeben. Im Jahr 1800 kaufte Joseph E. Foxcroft diesen auf. Zwei Jahre später beauftragte Foxcroft den Bau einer Straße quer durch die Gemeinde. Die ersten Siedler ließen sich im Jahr 1806 in Foxcroft nieder. Zunächst war das Gebiet als Township No. 5, Seventh Range North of Waldo Patent (T5 R7 NWP), bzw. „one of the Bowdoin College townships“ bekannt. Organisiert wurde das Gebiet am 19. Februar 1812 als Town. Erste Geschäfte wurden 1813 gegründet. Die Foxcroft Academy eine private, weiterführende Schule wurde am 23. Januar 1823 gegründet und besteht noch heute als High School. Sie war die erste Schule, die in Maine nach der Gründung des Bundesstaates organisiert wurde.
Am 1. März 1922 schlossen sich die Towns Dover und Foxcroft zu Dover-Foxcroft zusammen und die neue Town wurde die Shire Town des Piscataquis County. Zuvor war Dover die Shire Town.

### Einwohnerentwicklung
| Volkszählungsergebnisse – Town of Dover-Foxcroft, Maine | Volkszählungsergebnisse – Town of Dover-Foxcroft, Maine | Volkszählungsergebnisse – Town of Dover-Foxcroft, Maine | Volkszählungsergebnisse – Town of Dover-Foxcroft, Maine | Volkszählungsergebnisse – Town of Dover-Foxcroft, Maine | Volkszählungsergebnisse – Town of Dover-Foxcroft, Maine | Volkszählungsergebnisse – Town of Dover-Foxcroft, Maine | Volkszählungsergebnisse – Town of Dover-Foxcroft, Maine | Volkszählungsergebnisse – Town of Dover-Foxcroft, Maine | Volkszählungsergebnisse – Town of Dover-Foxcroft, Maine | Volkszählungsergebnisse – Town of Dover-Foxcroft, Maine |
| Jahr                                                    | 1800                                                    | 1810                                                    | 1820                                                    | 1830                                                    | 1840                                                    | 1850                                                    | 1860                                                    | 1870                                                    | 1880                                                    | 1890                                                    |
| ------------------------------------------------------- | ------------------------------------------------------- | ------------------------------------------------------- | ------------------------------------------------------- | ------------------------------------------------------- | ------------------------------------------------------- | ------------------------------------------------------- | ------------------------------------------------------- | ------------------------------------------------------- | ------------------------------------------------------- | ------------------------------------------------------- |
| Einwohner                                               |                                                         |                                                         |                                                         | 1042                                                    | 1597                                                    | 1927                                                    | 1970                                                    | 1983                                                    | 1687                                                    | 1942                                                    |
| Jahr                                                    | 1900                                                    | 1910                                                    | 1920                                                    | 1930                                                    | 1940                                                    | 1950                                                    | 1960                                                    | 1970                                                    | 1980                                                    | 1990                                                    |
| Einwohner                                               | 1889                                                    | 2091                                                    | 1979                                                    | 3750                                                    | 4015                                                    | 4218                                                    | 4173                                                    | 4178                                                    | 4323                                                    | 4657                                                    |
| Jahr                                                    | 2000                                                    | 2010                                                    | 2020                                                    | 2030                                                    | 2040                                                    | 2050                                                    | 2060                                                    | 2070                                                    | 2080                                                    | 2090                                                    |
| Einwohner                                               | 4211                                                    | 4213                                                    | 4422                                                    |                                                         |                                                         |                                                         |                                                         |                                                         |                                                         |                                                         |

## Kultur und Sehenswürdigkeiten

### Bauwerke
In Dover-Foxcroft wurden vier Bauwerke unter Denkmalschutz gestellt und ins National Register of Historic Places aufgenommen. 
- American Woolen Company Foxcroft Mill, 2012 unter der Register-Nr. 12001068.[12]
- Chandler-Parsons Blacksmith Shop, 1989 unter der Register-Nr. 89001702.[13]
- Observer Building, 1998 unter der Register-Nr. 98000724.[14]
- James Sullivan Wiley House, 1976 unter der Register-Nr. 76000111.[15]

## Wirtschaft und Infrastruktur

### Verkehr
Die Maine State Route 6, führt in westöstlicher Richtung durch das Gebiet von Dover-Foxcroft. Im Village zweigen die Maine State Route 7 und die Maine State Route 15 in südliche Richtungen ab.

### Öffentliche Einrichtungen
In Dover-Foxcroft gibt es mehrere medizinische Einrichtungen oder Krankenhäuser.
In Dover-Foxcroft befindet sich die Thompson Free Library, die auch den Bewohnern der umliegenden Gemeinden zur Verfügung steht. Gegründet wurde sie im Jahr 1897. Eine Landspende durch den Arzt Elbridge A. Thompson machte den Bau möglich.

### Bildung
Dover-Foxcroft gehört mit Sebec, Monson und Charleston zum Maine School Administrative District 68. Die Eigenbezeichnung für den Schulbezirk setzt sich aus den Anfangsbuchstaben der Towns zusammen: SeDoMoCha
Im Schulbezirk werden folgende Schulen angeboten:
- SeDoMoCha Elementary School in Dover-Foxcroft, mit den Schulklassen von Pre-Kindergarten bis Klasse 4
- SeDoMoCha Middle School in Dover-Foxcroft, mit den Schulklassen von Klasse 5 bis 8
- Foxcroft Academy in Dover-Foxcroft, High School seit 1823, mit den Schulklassen 9 bis 12

## Persönlichkeiten

### Söhne und Töchter der Stadt
- Henry Otis Pratt (1838–1931), Politiker
- Alfred Eliab Buck (1832–1902), Offizier und Politiker
- Lillian M. N. Stevens (1843–1914), führend in der Abstinenzbewegung
- Frank E. Guernsey (1866–1927), Politiker
- Ninetta May Runnals (1885–1980), Akademikerin

### Persönlichkeiten, die vor Ort gewirkt haben
- James S. Wiley (1808–1891), Politiker